# Фридрих III (император Священной Римской империи)
Фридрих III (нем. Friedrich III.; 21 сентября 1415, Инсбрук — 19 августа 1493, Линц) — король Германии (римский король) c 2 февраля 1440 (под именем Фридриха IV), император Священной Римской империи с 19 марта 1452 года, эрцгерцог Австрийский с 23 ноября 1457 года (под именем Фридриха V), герцог Штирии, Каринтии и Крайны с 1424 года, король Венгрии (номинально) с 17 февраля 1458 по 17 июля 1463 года (коронация 4 марта 1459 года), представитель Леопольдинской линии династии Габсбургов, последний император, коронованный в Риме, и объединивший австрийские земли.

## Молодые годы
Фридрих V был старшим сыном Эрнста Железного, герцога Внутренней Австрии, и Кимбурги Мазовецкой (дочери Земовита IV, князя Плоцкого и Куявского), которая была известна своей исключительной силой и именно от неё, как родоначальницы всех последующих Габсбургов, они получили свой отличительный признак — симптомы Габсбургской челюсти (доминирующего прогнатизма): толстая нижняя губа, плоские скулы, повернутые нижние веки, высокая переносица и неправильный прикус. 
В возрасте девяти лет, после смерти отца, Фридрих унаследовал престолы герцогств Штирия, Каринтия и Крайна. В 1440 году Фридрих как глава рода Габсбургов был избран немецкими курфюрстами королём Германии. В то же время он установил свою опеку над малолетним Ладиславом Постумом, герцогом Австрии, а после смерти последнего (1457) присоединил к своим владениям Австрию, объединив таким образом большую часть габсбургских земель (кроме Тироля).

## Правление в Германии и отношения с папой
Фридрих III считается последним императором средневековья. Общий кризис органов управления империей, неэффективность имперской власти и практически полная независимость немецких князей, постепенно нараставшие на протяжении последнего века с наибольшей полнотой проявились в правление Фридриха III. Ему не удавалось ни собрать сколь-либо значительных денежных средств в Германии для проведения собственной политики, ни добиться укрепления власти императора. С другой стороны, Фридрих III не предпринимал и никаких попыток реформ имперских институтов, сохраняя устаревшую в новую эпоху Возрождения и создания национальных государств, систему взаимоотношений императора с князьями и имперскими городами. Против Фридриха III неоднократно выступали крупнейшие государства Германии, однако до смещения императора с престола дело не дошло, возможно по причине незаинтересованности курфюрстов в преобразованиях.
Крайне слабое участие проявлял Фридрих III и в церковных делах. Во время борьбы папы римского с Базельским собором вмешательство короля в это противостояние было минимальным, что резко контрастировало с активностью его предшественника императора Сигизмунда. В 1448 году Фридрих заключил со Священным престолом Венский конкордат, урегулировавший отношения австрийских монархов и папы римского и остававшийся в силе до 1806 года. По договору с папой Фридрих получил право распределения 100 церковных бенефиций и назначения 6 епископов.
В 1452 года Фридрих III совершил путешествие в Италию и был коронован в Риме папой Николаем V. Это была последняя коронация германских императоров в Риме. Фридрих III был последним германским императором, сохранявшим прежние притязания на Италию. При Максимилиане I коронация в Риме уже оказалась невозможной, а с 1512 года империя получила своё новоё официальное название — «Священная Римская империя германской нации».

## Правление в Австрии
В то же время, осознавая ограниченность императорской власти, Фридрих III добивался усиления самостоятельности Австрии. В 1453 году он утвердил «Privilegium Maius» Рудольфа IV, подтвердив таким образом особое положение Австрии в империи и право австрийских монархов на титул эрцгерцога. В результате Австрия фактически была выделена из империи, поставлена рядом с ней. Об этом свидетельствовал и титул, используемый Фридрихом, в котором австрийские владения перечислялись подробно и отдельно от титула императора.
До 1457 года собственно герцогом Австрии являлся малолетний внучатый племянник Фридриха III Ладислав Постум, однако император фактически держал Ладислава в плену, узурпировав на правах опекуна все регальные полномочия последнего. Неэффективная политика Фридриха вызвала оппозицию его власти среди австрийского дворянства во главе с Ульрихом Айтуиперой, усиленную неурожайными годами. Австрийские магнаты сблизились с национальной партией Венгрии, выступающей за возвращение Ладислава в Венгерское королевство. В 1452 году, во время нахождения Фридриха III в Риме, в Вене вспыхнуло восстание. Под давлением оппозиции император освободил Ладислава, признал его королём Чехии и Венгрии и передал ему функции управления Австрией. Со смертью Ладислава в 1457 году пресеклась Альбертинская линия династии Габсбургов и Фридрих III присоединил к своим владениям герцогство Австрия.
В то же время в 1457 году усилилось противостояние Фридриха с младшим братом Альбрехтом VI, претендующим на часть наследства Габсбургов. В 1458 году Фридрих был вынужден уступить своему брату Верхнюю Австрию. Вскоре начались тяжёлые войны с венграми, которым император не мог оказать действенного сопротивления. Австрийские земли были разорены и опустошены. Попытка чеканки необеспеченных денег Фридрихом III провалилась, участились волнения крестьян. В 1461 году император был осаждён собственным братом в Вене. Лишь после смерти Альбрехта VI в 1463 году Фридрих стал единственным правителем Австрии.
Постоянные конфликты с сословиями, родственниками и набеги венгров заставили императора постоянно переезжать из города в город, избегая австрийской столицы. Его двор располагался то в Граце, то в Линце, то в Винер-Нойштадте (в последнем городе он выстроил замок и монастырь). Урегулирование отношений с папой позволило Фридриху III добиться в 1469 г. согласия Рима на учреждение епископств в Вене и Винер-Нойштадте, к чему безуспешно стремились его предшественники на австрийском престоле. Тем не менее, как и в Германии, в Австрии Фридрих III избегал решительных преобразований и не пытался проводить сколь-либо значимых усовершенствований государственного аппарата.

## Внешняя политика

### Отношения с Чехией и Венгрией
В период малолетства Ладислава Постума, имеющего права на венгерский и чешский престолы, Фридрих III пытался установить свою власть над этими государствами. Однако ему не удалось создать сильной прогабсбургской партии. В обоих королевствах начались гражданские войны, приведшие к власти представителей национального среднего дворянства — Йиржи из Подебрад в Чехии и Яноша Хуньяди в Венгрии. Венгерское вторжение, сопряжённое с восстанием австрийских сословий в 1452 году вынудило Фридриха освободить Ладислава и вернуть королевские регалии. Рычаги влияния на эти страны были потеряны. Более того, император отказался оказать помощь венграм в борьбе с турками. После смерти Ладислава в 1457 г. удержать Чехию и Венгрию в орбите Габсбургской монархии также не удалось. Королём Чехии стал Йиржи из Подебрад, что после неудачной для Австрии войны был вынужден признать в 1459 году Фридрих. Ему пришлось продать корону Святого Иштвана Матьяшу Хуньяди за 80 000 золотых форинтов, хотя он и оставался номинальным королём Венгрии до 17 июля 1463. На престол Венгрии взошёл Матьяш Хуньяди, который вскоре развернул крупномасштабные военные действия против императора.
В 1460-х гг. начались непрекращающиеся набеги венгров на австрийские земли, которым Фридрих III, испытывающий хроническую нехватку денежных средств, не мог оказать действенного сопротивления. В 1469 году при поддержке венгерского короля началось затронувшее Штирию Восстание Баумкирхера, с которым удалось покончить год спустя. Австрия была разорена, а в 1485 году армия Матьяша Хуньяди захватила Вену и Винер-Нойштадт. Венгерские войска оккупировали Нижнюю и часть Верхней Австрии, а также восточные регионы Штирии, Каринтии и Крайны.
Лишь смерть Матьяша в 1490 году позволила освободить австрийские земли, что и было осуществлено сыном Фридриха Максимилианом. Он также добился заключения Пожонского договора, предусматривающего право Габсбургов на наследство Венгерского престола после прекращения династии Ягеллонов. Успехи на венгерском направлении в конце правления Фридриха III были достигнуты только благодаря энергичным действиям его сына, в то время сам император в конце жизни практически отстранился от политики.

### Отношения со Швейцарией
Политика Фридриха III в отношении Швейцарской конфедерации также оказалась неэффективной. Попытки использования Франции для возвращения швейцарских земель под власть Габсбургов провалились: в 1444 году Карл VII был разбит при Санкт-Якобе. В результате Тургау, старинное владение габсбургского рода, вошло в состав Швейцарии. Вмешательство императора в гражданскую войну 1468 года между швейцарскими кантонами также завершилось провалом. В то же время усиление Бургундии на западных рубежах австрийских земель и угроза потери Эльзаса заставили Фридриха III пойти в 1470-х гг. на сближение со швейцарцами. В 1474 году был заключён австро-швейцарский оборонительный союз против бургундского герцога Карла Смелого. При подписании договора Габсбурги отказались от претензий на Швейцарию «окончательно и навсегда». Война с Бургундией завершилась удачно для швейцарцев: в 1477 году Карл Смелый погиб в сражении при Нанси.

### Бургундское наследство
Смерть Карла Смелого открыла вопрос о бургундском наследстве. Огромные владения герцогов Бургундии, включающие Франш-Конте, Ретель, Фландрию, Брабант, Геннегау, Намюр, Голландию, Зеландию и Люксембург, унаследовала единственная дочь Карла Мария Бургундская, которая вскоре вышла замуж за сына Фридриха — Максимилиана. Вхождение таких обширных и богатых земель в состав габсбургской монархии немедленно выдвинуло династию на первые места в европейской политике и послужило поводом для рождения знаменитого девиза дома Габсбургов: «Пусть другие ведут войны, ты, счастливая Австрия, женись!».
Тем не менее претензии на Бургундское наследство выдвинул и французский король. В 1479 году во владения Габсбургов вторглись французские войска Людовика XI, которые, однако, удалось разбить в сражении при Гонгате. В 1482 году был заключён Аррасский договор, в соответствии с которым Франция получала собственно герцогство Бургундию и Пикардию, а Габсбурги сохраняли за собой все остальные земли бургундской короны. В 1486 году конфликт с Францией возобновился в рамках войны за Бретонское наследство. На этот раз события развивались неблагоприятно для Австрии: в Нидерландах вспыхнуло восстание, а Максимилиан был пленён в Брюгге. За освобождение сына Фридрих III был вынужден согласиться на учреждение в Нидерландах Адмиралтейства в 1489 году, что положило начало военно-морскому флоту Голландии.

### Начало австро-турецких войн
В 1469 году турецкие войска впервые вторглись в границы Австрийской монархии. С этого времени начались регулярные грабительские набеги Османской империи на земли Штирии, Каринтии и Крайны. В 1492 году в сражении при Филлахе австрийские войска под командованием Максимилиана разбили турок, однако это не ликвидировало османскую угрозу.

## Общие результаты правления

герб Фридриха III

В царствование Фридриха III впервые начало использоваться сочетание букв AEIOU. Фридрих III никак не расшифровывал это сочетание, но позже появились утверждения, что незадолго до смерти он сказал, что это аббревиатура (от лат. Austriae est imperare orbi universo) — «Австрия должна править миром». Эти претензии резко контрастировали с в целом провальным правлением императора, не сумевшего ни осуществить сколь-либо серьёзных преобразований в своих владениях, ни укрепить государственный аппарат. Были потеряны Чехия и Венгрия, оставлены имперские права на Италию. Австрия была разорена многочисленными внутренними конфликтами и войнами с венграми и турками. Финансовая система страны переживала затяжной кризис. Однако именно Фридриху III, организовавшему брак своего сына с наследницей Бургундии, удалось заложить основу будущей многонациональной империи Габсбургов, раскинувшей свои владения на полмира.

## Брак и дети
- (1452) Элеонора Елена Португальская (1436—1467), дочь Дуарте I, короля Португалии
  - Кристоф (1455—1456);
  - Максимилиан I (1459—1519), император Священной Римской империи, эрцгерцог Австрии;
  - Елена (1460—1461);
  - Иоганн (1466—1467);
  - Кунигунда (1465—1520), замужем за Альбрехтом IV, герцогом Баварии